# شایعه

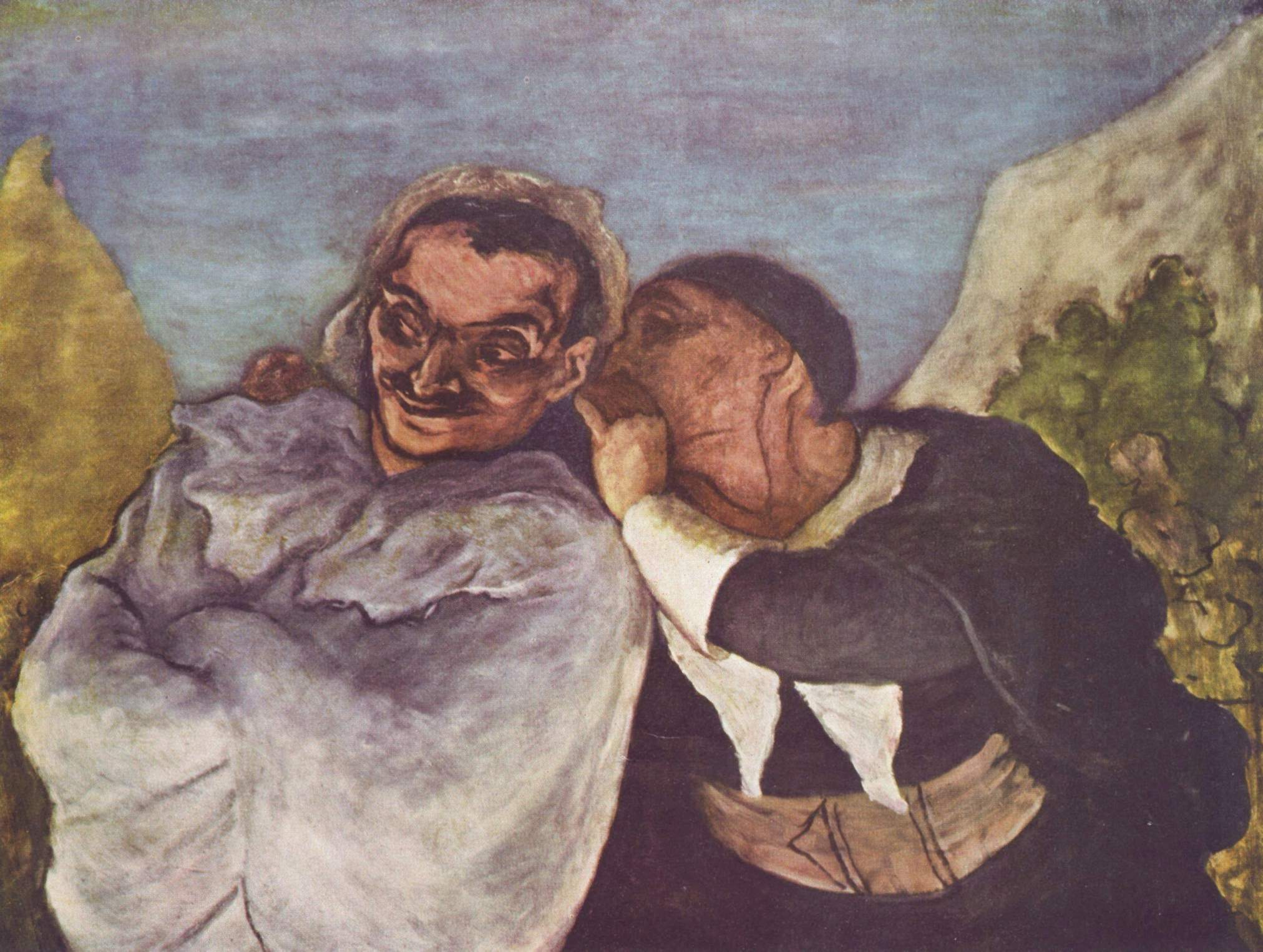
شایعه اثر اونوره دومیه

شایعه یا چو (نام پارسی‌اش) یا سخن پراکنی عبارت است، از یک گزاره ویژه و گمانی که ملاکهای اطمینان بخش رسیدگی در وجود، وجود نداشته باشد که معمولاً به صورت شفاهی از فردی به فرد دیگر انتقال می‌یابد.
اصولاً شایعه شامل اخبار و اطلاعات تحریف شده ، نادرست یا تایید نشده ای می باشد که از طریق منابع نامطمئن پخش می گردد .
به نظر می‌رسد که دو شرط «اهمیت» و «ابهام» در انتقال شایعه، قانون اصلی شایعه را توضیح دهد. بدین معنا که فرمول حدت و شدت شایعه را می‌توان به این صورت تعریف کرد: میزان رواج شایعه تقریباً برابر است با حاصلضرب اهمیت در ابهام موضوع مطروحه در آن شایعه.
در علم ارتباطات، شایعه را گفتمان‌های غیررسمی و نامعتبر و در نتیجه نهایی اطلاعات وارسی نشده می‌دانند که در چند مرحله در چارچوب نظام ارتباطی پرورانده شده‌است و از آنجایی که اطلاعات در هر مرحله دست به دست شده‌است، اغلب تحریفاتی در آن‌ها صورت می‌گیرد. ممکن است بعد از چندین بار تحریف، محصول نهایی به کلی با آنچه در ابتدای کار منتقل شده متفاوت باشد. «هنگامی که افراد به شدت مشتاق کسب خبر دربارهٔ چیزی هستند، اما نمی‌توانند اطلاعات موثقی بدست آورند، مستعد پذیرش شایعه‌ها می‌شوند.
رواج شایعه‌ها نشان‌دهندهٔ زودباوری مردم و ظرفیت آن‌ها برای تن دادن به تلقین و همچنین همراهی با جمع است.
یکی از دلایل اهمیت بررسی شایعه‌ها این است که «چه کسی از رواج این شایعه سود می‌برد.» این امر برای درک منشأ این شایعه‌ها سودمند است. البته ممکن است یک شایعه، ناشی از شوخی سادهٔ فرد یا افرادی باشد که شایعه پراکنیِ آن‌ها به‌طور اتفاقی فراگیر می‌شود.
دیگر اهمیت شایعه‌ها در این است که، رواج یک شایعه می‌تواند اطلاعاتی از میزان زودباوری مردم آن جامعه نسبت به خبری که شک‌برانگیز و اثبات‌نشده‌است، در اختیار کارشناسان و همچنین دستگاه‌های اطلاعاتی و امنیتی یک کشور گذاشته و در زمان بحران یا در چهارچوب جنگ‌های روانی و رسانه‌ای برایشان مفید باشد.
شایعه‌های سیاسی می‌توانند گاه برای یک حکومت خطرناک باشند، گاهی مفید و گاهی هم بی‌آزار.
همچنین شوخی‌های فریب‌آمیز می‌توانند نشان‌دهندهٔ ایده‌آل‌های نویسندگان آن‌ها باشند. علاوه بر آن، نظرات خوانندگان این گونه اخبار و دروغ‌های ۱۳ در وبگاه‌ها نیز نشان می‌دهد این خبرها آرزوهای خوانندگان بوده‌است. مانند «رفع توقیف روزنامه‌های هم‌میهن، شرق و خبرگزاری ایلنا» و «خبر کناره‌گیری حسین شریعتمداری از روزنامه‌نگاری».
به گفتهٔ بازتاب، زودباوری مردم ایران و علاقه به شنیدن اخبار باورنکردنی، مسئله‌ای‌ست که از دیرباز در ایرانیان دیده می‌شده و پس از ظهور فناوری، جدی‌تر شده‌است.
مهدی خرم دل «شایعهٔ لوگوی پپسی روی ماه» را فرصتی برای سنجش میزان تغییر آگاهی و زودباوری ایرانیان دانسته و با ذکر اینکه ده‌ها هزار نفر ایرانی شهرنشین (چون خبر به شکل وسیع به شهرهای کوچک و روستاها نرسید) و حتی طبقه اِلیت (نخبه) جامعه به سادگی فریب خوردند، نتیجه می‌گیرد در ایران همچنان راه برای عوام فریبی و سیاست‌های عوامانه (grassroots politics) باز است.

## اسلام و شایعه پراکنی
در سوره احزاب آیه ۶۰ از این افراد با عنوان مُرْجِفُون یاد شده است و دستور تبعید آنها صادر شده است.